# Maurice Richard
Joseph Henri Maurice "Rocket" Richard (Montreal, 4 d'agost de 1921 - ibíd., 27 de maig de 2000) va ser un jugador quebequès d'hoquei sobre gel professional que va jugar 18 temporades a la National Hockey League (NHL) per als Montreal Canadiens. Va ser el primer jugador de la història de la NHL a marcar 50 gols en una temporada, aconseguint la gesta en 50 partits el 1944–45 i el primer a assolir 500 gols de carrera. Richard es va retirar el 1960 com a líder històric de la lliga en gols amb 544. Va guanyar el Trofeu Hart com a jugador més valuós de la NHL el 1947, va jugar en 13 All-Star Games i va ser nomenat en 14 equips de la NHL All-Star, vuit del primer equip. El 2017 Richard va ser nomenat un dels 100 millors jugadors de la NHL de la història. El seu germà petit Henri també va jugar tota la seva carrera amb els Canadiens, els dos com a companys dels darrers cinc anys de Maurice. Un centre sobrenomenat el Coet de butxaca, Henri és consagrat al costat de Maurice al Hall of Fame de l'hoquei.
Richard, Elmer Lach i Toe Blake van formar la Punch line, una línia avançada de màxima puntuació dels anys quaranta. Richard va ser membre de vuit equips del campionat de la Copa Stanley, incloent un rècord de cinc lligues consecutives entre 1956 i 1960; va ser el capità de l'equip durant els darrers quatre. El Hall of Fame va renunciar al seu període d'espera de cinc anys per ser elegible i va ingressar a Richard el 1961. El 1975 va ser ingressat al Sports Hall of Fame del Canadà. Els Canadiens van retirar el seu número 9, el 1960, i el 1999 van donar el trofeu Richard Rocket Maurice a la NHL, atorgat anualment al màxim golejador de la temporada regular de la lliga.
Richard, el més gran de vuit fills, provenia d’una família pobra durant la Gran Depressió. Inicialment es va veure com un jugador fràgil. Una sèrie de ferides li van impedir unir-se a l'exèrcit canadenc durant la Segona Guerra Mundial. Intens, era conegut pel seu estil de joc físic i ocasionalment violent. Richard va estar involucrat en un cruel incident sobre el gel a la fi de la temporada 1954-55 durant el qual va colpejar un jugador de línia. El president de la NHL, Clarence Campbell, el va suspendre per la resta de la temporada i els playoffs, que van precipitar el motí de Richard a Montreal. El motí ha adquirit una qualitat mítica en les dècades posteriors i sovint es considera un precursor de la Revolució Tranquil·la del Quebec. Richard era una icona cultural de la població francòfona del Quebec; la seva llegenda és un dels motius principals del relat curt de Roch Carrier The Hockey Sweater, una obra emblemàtica de la cultura canadenca. El 1998, a Richard se li va diagnosticar un càncer abdominal i va morir a causa de la malaltia dos anys després. Es va convertir en el primer no polític homenatjat per la província de Quebec amb un funeral d'estat.

## Carrera de jugador

### Primera Copa Stanley

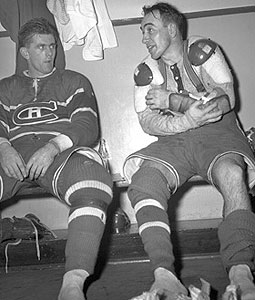
Richard (esquerra) s'asseu al costat de Toe Blake. La parella, juntament amb Elmer Lach, formaven la línia Punch a la dècada del 1940.

Després d'haver-se recuperat a temps del turmell trencat per a la temporada 1941–42, Richard va tornar al QSHL Canadiens, amb qui va jugar 31 partits i va anotar 17 punts abans de tornar-se a lesionar. Es va trencar el canell després d'enredar-se amb un defensa i es va estavellar a la xarxa. Richard es va unir a l'equip per als playoffs. Les habilitats que va demostrar a la QSHL, combinades amb la pèrdua de jugadors del club matriu de la NHL a causa de la guerra i la lluita per atraure aficionats a causa del seu pobre historial i la manca de jugadors francòfons, van fer que Richard fes una prova amb els Canadiens per a la temporada 1942–43. Va signar un contracte per valor de 3.500 dòlars durant l'any i, amb el dorsal número 15, va fer el seu debut a la NHL amb l'equip. El primer gol de Richard va ser contra els New York Rangers el 8 de novembre de 1942.
La lesió va tornar a deixar a Richard quan va acabar la seva temporada de debutant després de només 16 partits quan va patir una fractura a la cama. La cadena d'ossos trencats tan primerenc de la seva carrera va fer que els observadors es preguntessin si Richard era massa fràgil per jugar als nivells més alts. Va fer un segon intent d'allistar-se a l'exèrcit, però va ser rebutjat de nou després que les radiografies van revelar que els seus ossos no s'havien curat correctament; El turmell d'en Richard va quedar permanentment deformat, el que el va obligar a alterar el seu estil de patinatge. Humiliat pel rebuig, va intensificar el seu entrenament i es va presentar al camp d'entrenament de Mont-real per a la temporada 1943–44 totalment saludable. L'arribada de la seva filla Huguette va fer que Richard es canviés l'uniforme pel número 9 per igualar el seu pes de naixement de nou lliures.
Mantenint-se sa durant tota la temporada, Richard va aparèixer en 46 dels 50 partits de Montreal. Va liderar els Canadiens amb 32 gols i va sumar 54 punts, el tercer millor del seu equip. La seva primera temporada completa de la NHL no només va acabar amb les crítiques sobre la seva capacitat per jugar a la lliga, sinó que el va establir com un dels millors jugadors joves de la lliga. L'entrenador Dick Irvin el va desplaçar de banda esquerra a dreta i el va posar en línia davantera amb Toe Blake i Elmer Lach. El trio, conegut com a Punch line, va formar una unitat de puntuació dominant durant la dècada del 1940. Els Canadiens van perdre només sis partits després d'octubre i van guanyar el primer campionat de la Copa Stanley en 13 anys. Richard va liderar la lliga amb 12 gols de playoffs, incloent un esforç de cinc gols contra els Toronto Maple Leafs en un partit de semifinals. Va empatar el rècord de gols de la NHL de Newsy Lalonde en un partit de playoffs (igualat per tres jugadors des d'aleshores), la qual cosa va resultar en que fos nomenat primera, segona i tercera estrella del joc, segons l'escollit pel periodista Charles Mayer. Richard va ser batejat un segon equip All-Star després de la temporada. Va ser el primer dels 14 anys consecutius que va ser batejat estrella de la lliga.

### 50 gols en 50 partits
La temporada 1944–45 de la NHL va ser un rècord per a Richard. Va establir per primera vegada una nova marca de punts en un partit quan va fer cinc gols i tres assistències en la victòria per 9-1 sobre els Detroit Red Wings el 28 de desembre de 1944; els seus vuit punts van batre el rècord anterior de set en poder de tres jugadors, i es va mantenir durant 32 anys fins que el van superar el 1976 per Darryl Sittler. Richard va aconseguir la gesta tot i que va arribar al partit esgotat de traslladar-se a la seva nova casa aquella tarda. Va continuar anotant a un ritme sense precedents, i el febrer de 1945 s'acostava al rècord NHL de 27 anys de Joe Malone, establert el 1918, de 44 gols en una temporada. Richard va batre el rècord el 25 de febrer de 1945, en una victòria per 5-2 sobre Toronto. Malone va estar disponible per presentar a Richard el disc utilitzat per marcar el gol 45.

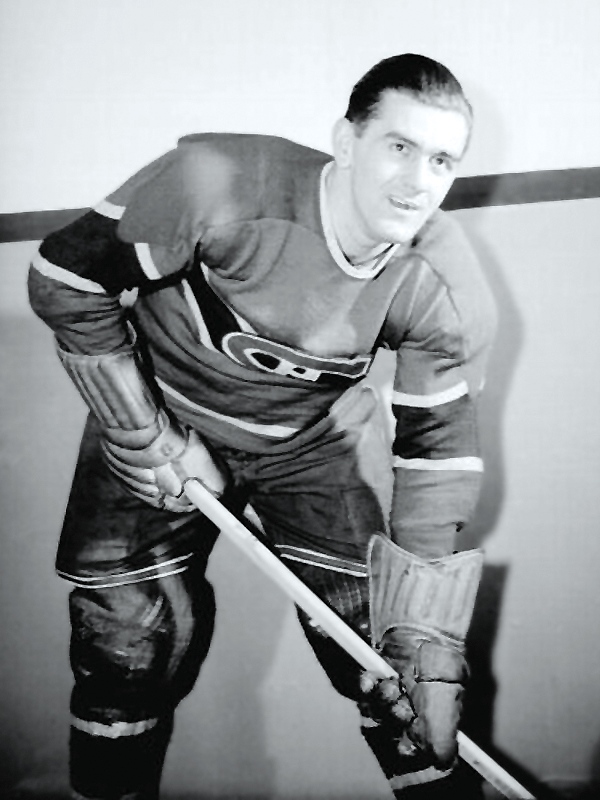
Richard el 1945. La seva gesta de marcar 50 gols en 50 partits va ser inigualable fins a Mike Bossy el 1980–81.

Quan Richard s'acostava als 50 gols de la temporada, els jugadors de l'oposició van recórrer a esforços cada cop més violents per evitar que marqués. Va haver de lluitar contra les barres, els ganxos i fins i tot els jugadors que es col·locaven a l'esquena. Richard va jugar vuit partits sense anotar i va començar l'últim partit de la temporada regular de Mont-real, el 18 de març, a la carretera contra els Boston Bruins amb 49 gols. Finalment va assolir la fita marcant amb 2:15 del final del partit, una victòria de Montreal per 4-2. Es va convertir en el primer jugador a marcar 50 gols, un rècord que es mantindria fins a la temporada 1960-61, quan el seu compatriota Bernie Boom Boom Geoffrion va marcar 50 gols en 64 partits de la temporada regular. La marca de Richard no seria superada fins que Bobby Hull va marcar 54 gols en 65 partits mentre jugava amb els Chicago Blackhawks durant la temporada 1965–66. La seva marca de 50 gols en 50 partits també es va convertir en un estàndard que segueix sent un dels èxits més celebrats de la història de la NHL, sense igual fins 36 anys més tard, quan Mike Bossy ho va fer el 1981 – el primer dels quatre jugadors que va igualar els 50 de Richard. 50, en els més de 70 anys des que Richard va marcar la marca. Richard va acabar la temporada amb 73 punts, set per darrere de Lach i sis per davant de Blake, ja que la línia de Punch va acabar primer, segon i tercer en anotació de la lliga. Richard va acabar segon en la votació per al Trofeu Hart com a MVP de la lliga darrere de Lach.
Els crítics de Richard van argumentar que el seu rècord de puntuació va ser el resultat de la dilució del talent provocada per la guerra; quan molts jugadors van tornar el 1945–46, va guanyar la seva segona Copa Stanley amb Mont-real, però la seva producció de gols es va reduir gairebé a la meitat fins a 27. Richard va tornar a assolir uns alts totals de gols el 1946–47, liderant la lliga amb 45 gols en una temporada de 60 partits i guanyant el Trofeu Hart com el jugador més valuós de la lliga per l'única vegada de la seva carrera. Va acabar segon o tercer al Hart Trophy cinc vegades més en la seva carrera. Els oponents van continuar els seus intents d'enfadar o frustrar en Richard, ja que havien après que se'l podia incitar a sortir del joc amb represàlies violentes i lluitant. Un d'aquests incidents va tenir lloc a les finals de la Copa Stanley de 1947 quan Richard va rebre una penalització de partit per colpejar al cap de Toronto Bill Ezinicki amb el seu pal en una derrota del segon joc Richard va ser suspès pel tercer joc de la sèrie, que van guanyar els Maple Leafs.

Com a jugador més valuós aleshores, Richard va buscar un augment de sou abans de la temporada 1947–48. El director general Frank Selke es va negar, fins i tot després que Richard i el capità de l'equip, Émile Bouchard, s'asseguessin a la pretemporada dels Canadiens abans de capitular i tornar a l'equip quan va començar la temporada. La línia de Punch es va trencar després que Blake sofrís una lesió a la cama que va acabar amb la seva carrera. La temporada de Richard també va acabar aviat, ja que es va perdre els últims partits de la temporada a causa d'una lesió al genoll. Va acabar segon en l'anotació de l'equip amb 53 punts en 53 partits, però Mont-real es va perdre els playoffs. Després d'enregistrar només 38 punts la temporada 1948–49, Richard va publicar una campanya de 65 punts la temporada següent i els seus 43 gols van liderar la NHL per tercera vegada. El 1950–51, Richard va marcar 42 gols, inclòs el seu 271è gol de la seva carrera, convertint-lo en el líder de tots els temps de Mont-real.
| « | Què va fer Campbell quan Jean Béliveau va ser lesionat deliberadament dues vegades per Bill Mosienko de Chicago i Jack Evans dels Rangers? Sense penalització, sense multa, sense suspensió. Va suspendre Gordie Howe de Detroit quan gairebé noquejava a Dollard St. Laurent ? No és estrany que només Dick Irvin i jo tinguem el coratge d'arriscar la nostra vida defensant els nostres drets contra un dictador així—Campbell va obligar a Richard a deixar d'escriure per a Samedi-Dimanche després d'aquests comentaris | » |

### Líder golejador de tots els temps
Richard es va perdre més de 20 partits de la temporada 1951–52 a causa d'una lesió, però va superar una altra dolència als playoffs. En el setè i decisiu partit de la semifinal contra Boston, Richard va ser controlat per Leo Labine i va perdre el coneixement breument després que va caure i es va colpejar el cap al genoll de Bill Quackenbush. Tot i que clarament embadalit, Richard va tornar al joc al final del tercer període després que se li va cosir un gran tall per sobre de l'ull. L'entrenador dels Canadiens, Dick Irvin, va enviar Richard de nou al gel en els últims minuts de la competició, tot i saber que Richard havia patit una commoció cerebral. Richard va marcar el gol de la victòria en una victòria per 2-1 que va enviar Montreal a les finals de la Copa Stanley de 1952. Després del partit, un Richard sagnant i encara desorientat va ser fotografiat donant la mà al porter de Boston Jim Henry, que també presentava símptomes de lesions de la sèrie i que semblava inclinar-se davant Richard després del gol inconscient del jugador de Mont-real. La fotografia de Roger St. Jean és una de les imatges més famoses de Richard. A la final, Mont-real va perdre davant Detroit en quatre partits seguits.
La temporada 1952–53 va començar amb Richard perseguint de prop el rècord històric de la NHL de Nels Stewart de 324 gols. Richard va empatar el rècord a Toronto el 29 d'octubre de 1952 en marcar dos gols contra els Maple Leafs; el seu assoliment va guanyar una gran ovació dels aficionats rivals de Mont-real. No va aconseguir anotar en els seus tres partits següents, ja que els aficionats frenètics seguien cada competició en previsió del marcador de rècord. En el seu quart intent, un partit del 8 de novembre contra Chicago, Richard va marcar el seu gol 325 a les 10:01 del segon període. Segons el Montreal Gazette, l'ovació que Richard va rebre dels seus seguidors va fer trontollar les bigues del Fòrum de Montreal. Va acabar la temporada amb un total de 61 punts i 28 gols – fer-se el primer jugador de la història de la NHL a marcar almenys 20 gols en les seves primeres deu temporades completes. Amb l'ajuda dels 7 gols de Richard en 12 partits de playoffs, els Canadiens van derrotar Boston a les Finals de la Copa Stanley de 1953 per capturar el primer campionat de la Copa Stanley de Montreal des de 1946.
Richard va liderar la lliga en gols per quarta vegada en la seva carrera amb 37 el 1953–54, després per cinquena vegada el 1954–55 amb 38 (compartit amb Bernie Geoffrion). Va marcar el seu gol número 400 de la seva carrera el 18 de desembre de 1954 contra Chicago.

### Richard Riot
Els jugadors de l'oposició van continuar intentant aturar Richard mitjançant la intimidació física, i sovint va prendre represàlies amb la mateixa força. La situació va provocar una disputa amb el president de la NHL, Clarence Campbell. Richard havia estat multat moltes vegades per Campbell per incidents sobre el gel i en un moment donat es va veure obligat a publicar una fiança de bon comportament de 1.000 dòlars després de criticar Campbell en una columna setmanal que va ajudar a l'autor de Samedi-Dimanche. Richard era un dels molts del Quebec que creien que Campbell tractava els jugadors canadencs francesos amb més duresa que els seus homòlegs anglesos. La disputa a foc lent va esclatar després d'un incident en el partit dels Canadiens el 13 de març de 1955 contra Boston, quan Hal Laycoe va colpejar Richard al cap amb el seu bastó. Richard va fer represàlies tallant brutalment el cap de Laycoe, després va donar un cop de puny al jutge de línia Cliff Thompson quan l'oficial va intentar intervenir. La policia de Boston va intentar arrestar Richard per agressió després de l'incident, però el personal tècnic de Mont-real i els seus companys van rebutjar l'entrada de la policia en protesta.
Després de dos dies de deliberació, Campbell va anunciar que havia suspès Richard – que liderava la carrera de puntuació general de la NHL en aquell moment - Per a la resta de la temporada regular i els playoffs. Al Canadà anglès, Campbell va ser elogiat per fer tot el que va poder per controlar l'erràtic Richard. Desconegut per a la majoria en aquell moment, Campbell feia temps que volia imposar una suspensió llarga a Richard pels seus esclats anteriors. Tanmateix, com a president de la NHL, Campbell va respondre finalment als propietaris de la lliga i es van mostrar reticents a veure una disciplina tan severa imposada contra un dels jugadors estrella de la lliga a causa del seu valor per augmentar l'assistència al joc. Al Quebec francès, la suspensió va ser vista com una injustícia, un càstig injust donat a un heroi francòfon per l'establishment anglòfon. Els seguidors de Richard van reaccionar enfadats davant Campbell: va rebre diverses amenaces de mort i, en ocupar el seu seient habitual al següent partit dels Canadiens, els aficionats rebels el van llançar amb verdures, ous i altres deixalles. Un aficionat va llançar una bomba lacrimògena a Campbell, cosa que va provocar l'evacuació del Fòrum i la pèrdua del joc a favor de Detroit. Els aficionats que fugien de l'arena van ser rebuts per un gran grup de manifestants que s'havien concentrat a l'exterior abans de l'inici del partit.
La multitud de més de 20.000 persones es va convertir en un motí. Les finestres i les portes es van trencar al Fòrum i als comerços dels voltants. L'endemà, entre 65 i 70 havien estat detinguts. Més de 50 botigues van ser saquejades i 37 persones van resultar ferides. Els danys es van estimar en 100.000 dòlars (1,004,255 dòlars en dòlars 2021). [71] Richard també havia assistit al joc, però se'n va anar immediatament després de la pèrdua. Frank Selke va intentar persuadir-lo perquè tornés per intentar dispersar la multitud, però Richard es va negar, tement que, en canvi, inflamaria encara més les passions de la multitud. L'endemà es va dirigir a la ràdio demanant tranquil·litat: «No facis més mal. Posa't darrere de l'equip als playoffs. Agafaré el meu càstig i tornaré l'any vinent i ajudaré al club i als jugadors més joves a guanyar la Copa».
La suspensió li va costar a Richard el Trofeu Art Ross com a màxim anotador de punts de la lliga, que va perdre davant el seu company d'equip Geoffrion per un punt. Richard mai va guanyar el títol de punts, acabant segon cinc vegades en la seva carrera. Els aficionats de Mont-real van esbroncar a Geoffrion quan va superar a Richard l'últim dia de la temporada regular. Els aficionats van continuar burlant Geoffrion durant la temporada següent. Montreal va arribar i va perdre les finals de la Copa Stanley de 1955 quatre partits a tres sense Richard. La derrota va ser una amarga pèrdua per a Richard, que va lluitar per controlar la seva ira.

### Capità d'una dinastia
Richard va complir la seva promesa als aficionats dels Canadiens, feta en el seu discurs radiofònic després dels disturbis, liderant Montreal a un campionat de la Copa Stanley el 1955–56 – l'inici de cinc victòries consecutives de la Copa Stanley sense precedents per un equip. La temporada va començar amb l'arribada del seu germà petit i futur company del Saló de la Fama de la NHL Henri, un centre que va rebre el sobrenom de Pocket Rocket a la llista dels Canadiens. També va marcar el retorn del seu antic company d'equip de Punch Line, Toe Blake, com a entrenador en cap. Juntament amb el director general Frank Selke, Blake va treballar amb Richard per moderar el seu temperament i respondre a la provocació dels seus oponents marcant gols en lloc de fer cops de puny. Richard va acabar la temporada amb 38 gols i 71 punts, segon de l'equip en tots dos aspectes després dels 47 gols i 88 punts de Jean Béliveau. Richard va afegir 14 punts en 10 partits de playoffs quan Mont-real va derrotar a Detroit per reclamar la Copa Stanley. Va marcar el segon i, finalment, el gol de la Copa en el cinquè i últim partit, una victòria per 3-1.
Entrant a la seva 15a temporada de la NHL la 1956–57, els companys de Richard el van nomenar capità dels Canadiens, succeint a Émile Bouchard, que s'havia retirat abans de la temporada. Amb 33 gols i 62 punts, Richard va tornar a acabar segon de l'equip davant Béliveau. En els playoffs, va marcar el gol de la victòria de la pròrroga en el cinquè partit de la semifinal per eliminar Nova York, després va marcar quatre gols en la victòria per 5-1 sobre Boston en el primer partit de la final en el camí cap a un gol de cinc. victòria de la sèrie de jocs i segon campionat consecutiu per a Mont-real.

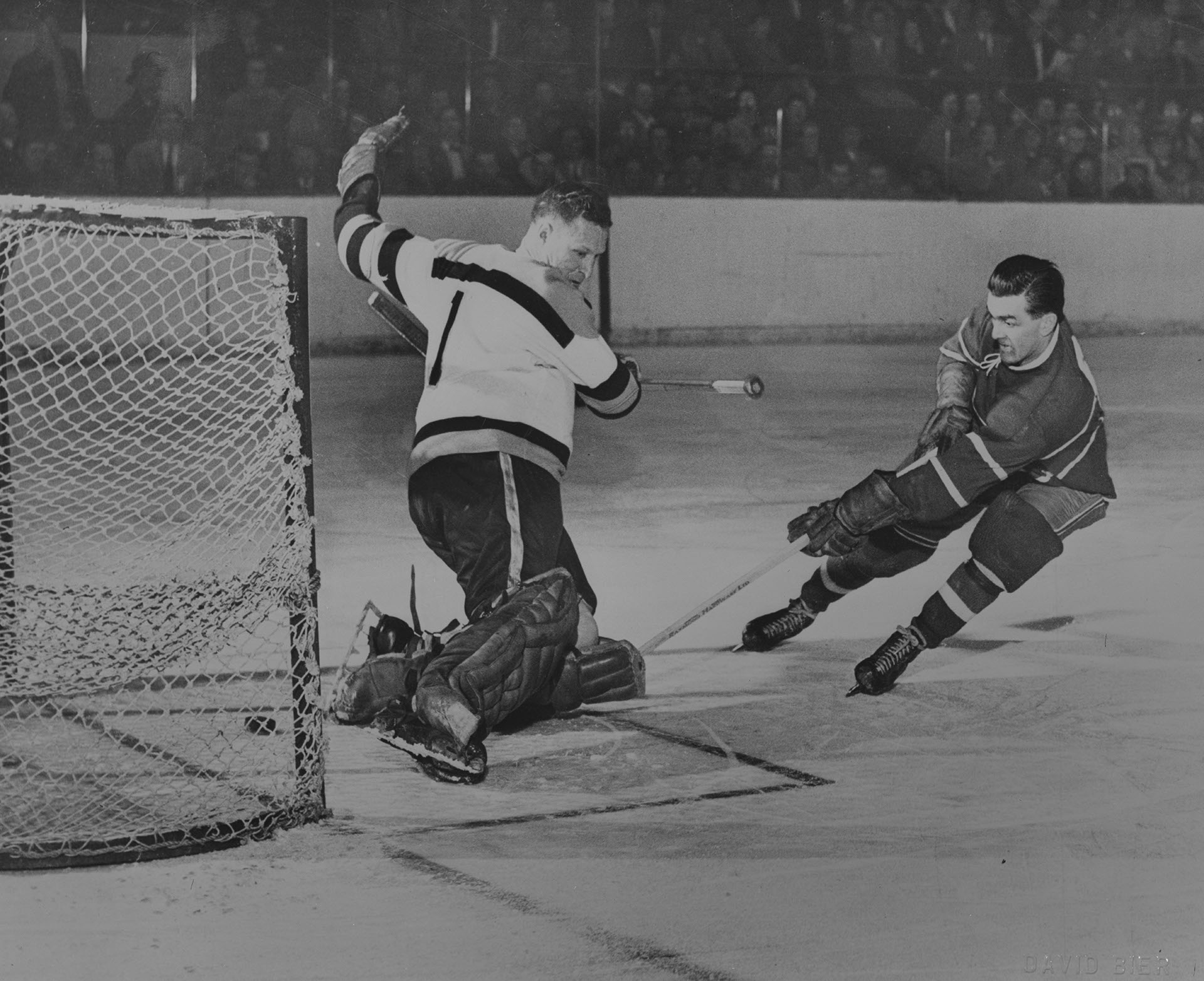
Richard va anotar el seu gol número 500, 1957

Richard va assolir una important fita anotadora a principis de la temporada 1957–58. Durant el primer període d'una victòria per 3-1 sobre Chicago el 19 d'octubre de 1957, es va convertir en el primer jugador de la història de la NHL a marcar 500 gols en la seva carrera. Mentre Richard celebrava amb els seus companys, es va anunciar al públic del Fòrum de Mont-real: «El gol dels Canadiens, marcat pel mateix Sr. Hockey, Maurice Richard». Va jugar només 28 partits de temporada regular aquella temporada, anotant 34 punts, ja que es va perdre tres mesos a causa d'una fractura del tendó d'Aquil·les. Tornant a temps per als playoffs, Richard va liderar Montreal amb 11 gols i 15 punts, ja que l'equip va guanyar la seva tercera Copa Stanley consecutiva. Va marcar el gol de la victòria de la pròrroga en el cinquè partit de la final contra Boston. Va ser el sisè gol de la pròrroga dels playoffs de la seva carrera i el tercer durant la final, tots dos rècords de la NHL.

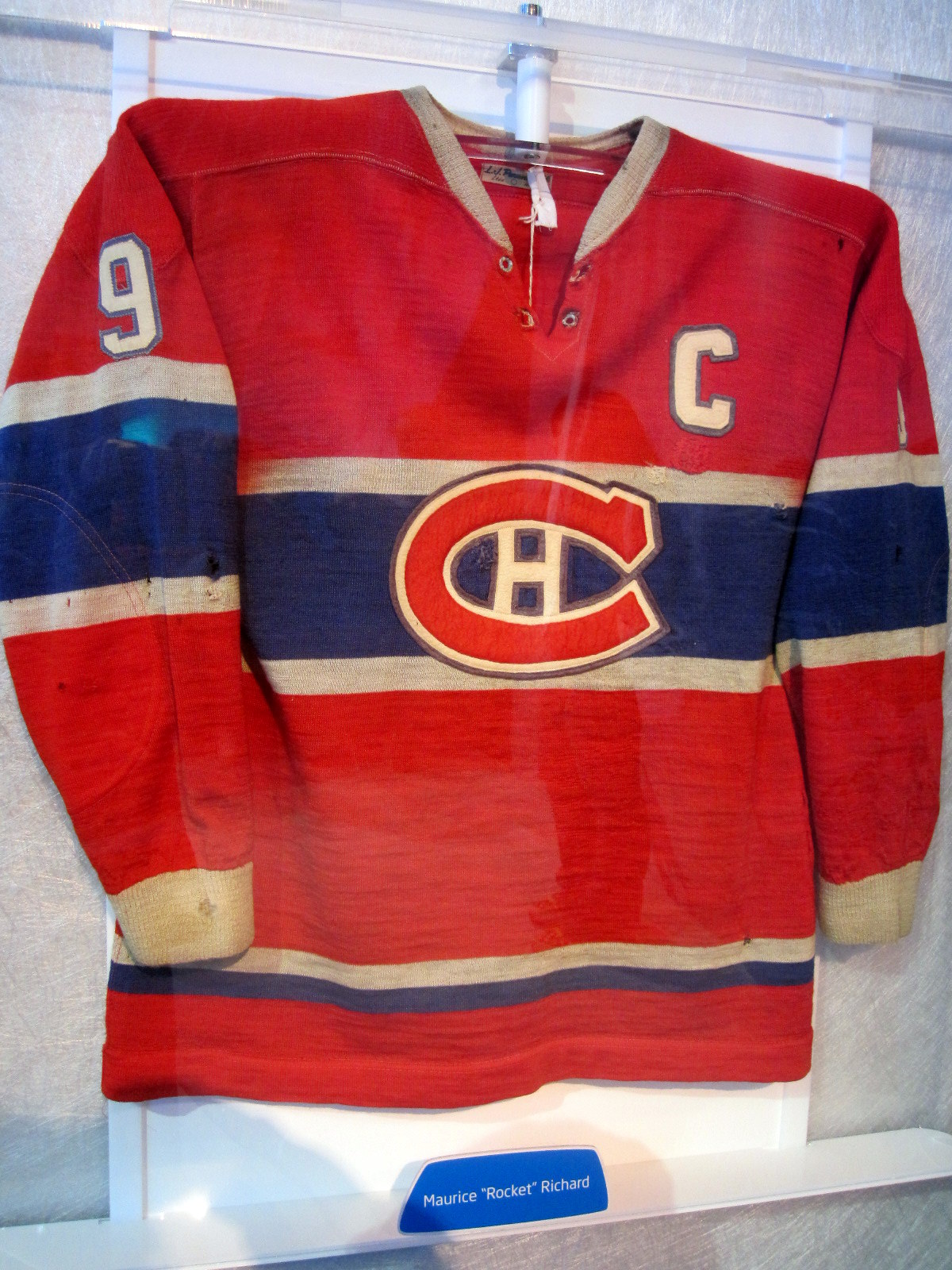
Jersei que va utilitzar Richard durant la seva darrera temporada

Als 37 anys, Richard va ser el jugador més vell de la NHL el 1958–59. Va anotar 38 punts en 42 partits, però es va perdre sis setmanes a causa d'una fractura de turmell. Les lesions van tornar a afectar Richard durant la temporada 1959–60, ja que es va perdre un mes a causa d'una fractura de pòmul. No obstant això, Montreal va guanyar la Copa Stanley en les dues temporades. Richard no va anotar cap punt en quatre partits a les finals de la Copa Stanley de 1959, però va anotar un gol i tres assistències el 1960. Els títols van ser el setè i vuitè de la carrera de Richard, i els cinc campionats consecutius de Montreal segueixen sent un rècord. Els Canadiens de 1956–60 es classifiquen com una de les vuit dinasties reconegudes per la NHL.
El gol del playoff va ser l'últim de Richard, ja que el 15 de setembre de 1960 va anunciar la seva retirada com a jugador. Richard s'havia presentat al camp d'entrenament de Mont-real aquella tardor, però Selke el va obligar a posar fi a la seva carrera de jugador, tement que s'arrisqués a una lesió greu. En el discurs de jubilació de Richard, va dir que havia estat contemplant deixar el joc durant dos anys i va afirmar que als 39 anys, el joc s'havia tornat massa ràpid per a ell. En assabentar-se de la jubilació de Richard, Gordie Howe va elogiar el seu antic rival: «Segur que era una carta de dibuix. Va aplegar la multitud que va ajudar a pagar els nostres sous. Richard sens dubte ha estat un dels millors jugadors del joc i trobarem a faltar».

## Malaltia i mort

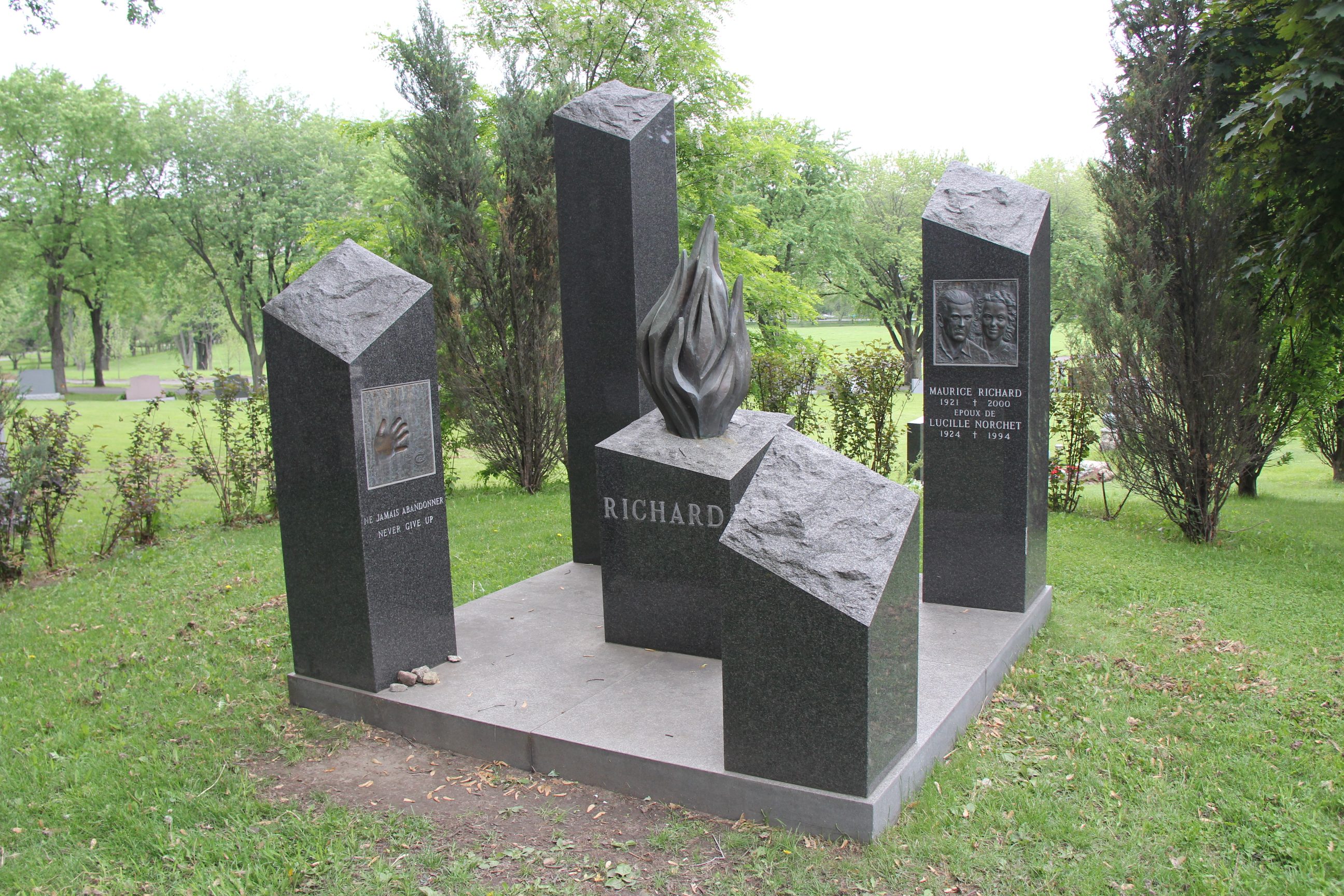
Tomba de Richard al cementiri de Notre Dame des Neiges a Mont-real

El 1998 es va anunciar que a Richard li van diagnosticar càncer abdominal. Va morir a causa de la malaltia dos anys més tard, el 27 de maig de 2000 i va ser sepultat al cementiri de Notre Dame des Neiges a Mont-real. Abans del partit 1 de la final de la Copa Stanley del 2000 entre els New Jersey Devils i els Dallas Stars, hi va haver un breu vídeo d'homenatge que destacava els grans moments i el llegat de la carrera de Richard.

## Llegat
Nombrosos honors van ser atorgats a Richard al llarg de la seva carrera i després de la seva carrera: la Canadian Press el va nomenar com a atleta masculí de l'any en tres ocasions, i el 1957, Richard va guanyar el Trofeu Lou Marsh com a atleta de l'any al Canadà. Els Canadiens van retirar el seu jersei número 9 el 1960, mentre que el Saló de la Fama de l'hoquei va renunciar al seu període d'espera de cinc anys després de la seva jubilació i el va incorporar el 1961 Aquell mateix any, el Maurice Richard Arena, de 5.000 places, es va construir i es va batejar en el seu honor.
Després de la creació de l'Ordre del Canadà el 1967, Richard va ser batejat un dels membres inaugurals i, el 1998, va ser elevat al rang de Company de l'Ordre del Canadà. El Saló de la Fama de l'Esport del Canadà el va honrar el 1975, i Richard va rebre una estrella al Passeig de la Fama del Canadà el 1999. Va ser batejat membre del Consell Privat de la Reina per al Canadà el 1992.

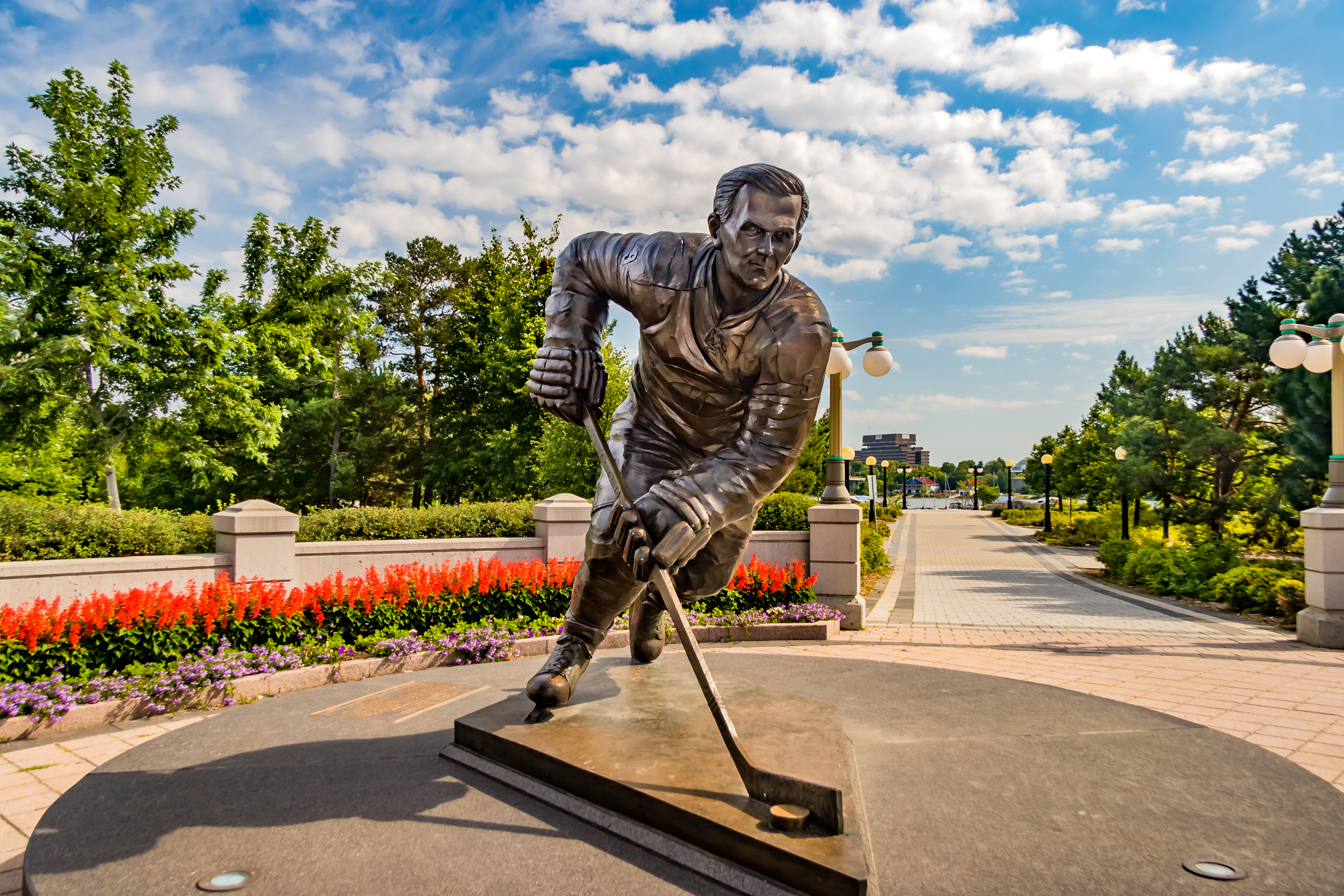
El monument a Richard fora del parc Jacques Cartier a Gatineau, Quebec

Si bé era un jugador popular a tot Canadà, Richard era una icona al Quebec. L'autor Roch Carrier va explicar la passió que Richard va despertar entre els aficionats al seu conte clàssic canadenc de 1979 The Hockey Sweater. Carrier va escriure sobre com ell i els seus amics van emular l'estil i els gestos de Richard: «érem cinc Maurice Richards contra cinc Maurice Richards més, tirant-se al disc. Érem deu jugadors tots amb l'uniforme dels Montreal Canadiens, tots amb el mateix Entusiasme ardent. Tots portàvem el famós número 9 a la nostra esquena». La publicació de la història i la posterior adaptació a un curt d'animació de la National Film Board van ajudar a consolidar la imatge de Richard com una icona pancanadenc. La popularitat de Richard va persistir fins al final de la seva vida: quan es va presentar com a part de les cerimònies posteriors a l'últim partit d'hoquei al Fòrum de Montreal, els seguidors dels Canadiens el van fer plorar, que el van reconèixermb una ovació de peu durant 11 minuts. A la seva mort, la província de Quebec va honorar Richard amb un funeral d'estat, un primer al Quebec per a un no polític. Més de 115.000 persones van presentar els seus respectes veient la seva mentida a l'estat al Molson Center.
El Richard Riot ha aconseguit un lloc mític en el folklore canadenc. El motí es veu comunament com una manifestació violenta del descontentament que els francòfons del Quebec mantenien amb el seu lloc al Canadà en gran part anglòfon, i uns quants historiadors consideren que el motí és un precursor de la revolució tranquil·la dels anys 60. En la seva retrospectiva del 40è aniversari del Riot, el diari de Montreal La Presse va obrir amb el següent passatge: Fa quaranta anys va començar un dels episodis més dramàtics de la història del Quebec i de l'hoquei. El mateix Richard va descartar públicament el seu paper com a catalitzador del canvi cultural o polític. En una entrevista de 1975, va dir que jugava amb nois anglesos i que en gran part desconeixia la situació al Quebec francès en aquell moment.
En un article publicat quatre dies després del motí, el periodista André Laurendeau va ser el primer a suggerir que era un signe d’un nacionalisme creixent al Quebec. Laurendeau va suggerir que el motí va trair el que hi havia darrere de l'aparent indiferència i la passivitat de llarga durada dels canadencs francesos. En canvi, en el seu llibre The Rocket: A Cultural History of Maurice Richard, Benoît Melançon qüestiona la importància del motí, afirmant que la seva importància percebuda en la història va créixer retroactivament amb el mite de Richard. Melançon va escriure: «Segons aquesta narració popular, per primera vegada la gent del Quebec es va defensar; especialment el Canadà anglès es delecta a anunciar de manera anacrònica que aquest va ser el començament de la revolució tranquil·la dels anys 60».
Richard és el tema de la pel·lícula biogràfica de 2005 The Rocket.